# 山本豊市
山本 豊市（やまもと とよいち、1899年10月19日 - 1987年2月2日）は、彫刻家。東京新宿生まれ。本名は豊。

## 略歴
戸張孤雁に師事。1918年から三年間、太平洋洋画会研究所においてデッサンを学ぶ。1923年～28年フランスに留学。パリのグランド・シュミエールで学んだ後、アリスティド・マイヨールの日本人では唯一の直弟子となり四年間学ぶ。フランスから帰国後、乾漆技法を現代彫刻に生かし独自の作風を展開。
1953年第五回毎日美術賞受賞、同年東京芸術大学教授に就任。1957年芸術選奨文部大臣賞受賞。1983年文化功労者。叙正四位、勲二等瑞宝章追贈。

## 年譜
- 1899年-東京新宿で生まれる
- 1917年-戸張孤雁に師事する
- 1923年-日本美術院院友に推挙される
- 1924年-フランスへ留学
- 1925年-アリスティド・マイヨールのアトリエを訪ね、師事を許される
- 1928年- シベリヤ経由で清水多嘉示と帰国
- 1939年-『マイヨール』論著作　アトリエ社刊『西洋美術文庫』16巻
- 1950年-新樹会に木内克、清水多嘉示らとともに迎えられる
- 1951年-第1回サンパウロ・ビエンナーレに出品
- 1953年-4月、東京藝術大学教授となる　第五回毎日美術賞受賞
- 1955年-第一回個展（ブリヂストン美術館）
- 1956年-第28回ヴェネツィア・ビエンナーレに出品
- 1957年-第二回個展（ブリヂストン美術館）
- 1960年-大船観音修復制作完成
- 1961年-日本美術院彫塑部解散。彫刻集団S.A.S結成
- 1963年-S.A.S、国画会と合同。国画会会員となる
- 1966年-『山本豊市彫刻回個展』　（東京藝大陳列館）
- 1967年-愛知県立芸術大学教授となる
- 1968年-東京藝術大学名誉教授の称号を受く
- 1970年-『彫刻50年-山本豊市作品展』（日本橋髙島屋・名古屋松坂屋・大阪阪神）
- 1972年-勲三等瑞宝章受く
- 1983年-文化功労者に顕彰される
- 1987年-東京にて没

## 代表的な作品
- 『腰かけた女』　（ブロンズ　1925年　滞欧作）
- 『スペインの娘』（ブロンズ　1926年　滞欧作）
- 『とぶ』　（乾漆　1957年）
- 『エチュード』　（乾漆　1959年）

## 主な作品収蔵先
- 愛知県美術館
- 札幌芸術の森美術館
- 彫刻の森美術館
- 東京藝術大学
- 東京国立近代美術館